# Tour de Pologne 2021
La 78e édition du Tour de Pologne, une course cycliste sur route par étapes, a lieu du 9 au 15 août 2021 en Pologne. L'épreuve se déroule sur sept jours entre Lublin et Cracovie sur un parcours total de 1 140 km. C'est la 23e épreuve de l'UCI World Tour 2021, le calendrier le plus important du cyclisme sur route.

## Présentation

### Équipes
Vingt-deux équipes participent à ce Tour de Pologne 2021 : les dix-neuf WorldTeams, deux ProTeams et l'équipe nationale polonaise.
| WorldTeams (19)- AG2R Citroën Team - Astana-Premier Tech - Bahrain Victorious - Bora-Hansgrohe - Cofidis - Deceuninck-Quick Step - EF Education-Nippo - Groupama-FDJ - Ineos Grenadiers - Intermarché-Wanty-Gobert Matériaux - Israel Start-Up Nation - Jumbo-Visma - Lotto Soudal - Movistar Team - Team BikeExchange - Team DSM - Qhubeka NextHash - Trek-Segafredo - UAE Team Emirates ProTeams (2)- Alpecin-Fenix - Gazprom-RusVelo Équipe nationale- Pologne |
| |

## Étapes
Ce Tour de Pologne comporte sept étapes pour un total de 1 140 kilomètres à parcourir.
| Étape     | Date    | Villes étapes                | type                        | Distance (km) | Dénivelé (m) | Vainqueur d'étape   | Leader du classement général |
| --------- | ------- | ---------------------------- | --------------------------- | ------------- | ------------ | ------------------- | ---------------------------- |
| 1re étape | 9 août  | Lublin – Chełm               | étape vallonnée             | 216,4         | 1 522 m      | Phil Bauhaus        | Phil Bauhaus                 |
| 2e étape  | 10 août | Zamość – Przemyśl            | étape vallonnée             | 200,8         | 1 591 m      | João Almeida        | João Almeida                 |
| 3e étape  | 11 août | Sanok – Rzeszów              | étape de moyenne montagne   | 226,4         | 2 625 m      | Fernando Gaviria    | João Almeida                 |
| 4e étape  | 12 août | Tarnów – Bukowina Tatrzańska | étape vallonnée             | 159,9         | 2 567 m      | João Almeida        | João Almeida                 |
| 5e étape  | 13 août | Chochołów – Bielsko-Biała    | étape vallonnée             | 172,8         | 2 530 m      | Nikias Arndt        | João Almeida                 |
| 6e étape  | 14 août | Katowice – Katowice          | contre-la-montre individuel | 19,1          | 126 m        | Rémi Cavagna        | João Almeida                 |
| 7e étape  | 15 août | Zabrze – Cracovie            | étape de plaine             | 145,1         | 889 m        | Julius van den Berg | João Almeida                 |

## Déroulement de la course

### 1reétape
Une échappée composé de Yevgeniy Fedorov (Astana Premier Tech), Sean Bennett (Team Qhubeka Nextash) et Michal Paluta (Pologne) prend le large dès le début de l'étape. Cette échappée aura jusqu'à 7 min d'avances. Michel Paluta s'assure le maillot à pois avant que le peloton les reprenne à 50 km de l'arrivée. Un sprint intermédiaire situé à 40 km de l'arrivée voit le leader de la Ineos Grenadiers Michal Kwiatkowski passé en tête devant Matej Mohorič et le letton Emil Liepins pour prendre les secondes de bonifications. Quelques kilomètres plus tard 3 hommes : Tom Scully (Ef Education Nippo), Antoine Duchesne (Groupama Fdj) et Jos Van Emden (Jumbo Visma) s'échappent prenant 45 s au maximum avant que le peloton ne s'active et reprennent ce groupe. Le sprint se déroule sur un mont pavé, Alvaro Hodej lance en premier et bascule en premier mais Phil Bauhaus le dépasse sur la ligne.
| \| Classement de l'étape \| Classement de l'étape \| Classement de l'étape \| Classement de l'étape \| Classement de l'étape \| \| Coureur \| Coureur \| Pays \| Équipe \| Temps \| \| --------------------- \| --------------------- \| --------------------- \| ---------------------------------- \| --------------------- \| \| 1er \| Phil Bauhaus \| Allemagne \| Bahrain Victorious \| 5 h 01 min 24 s \| \| 2e \| Álvaro Hodeg \| Colombie \| Deceuninck-Quick Step \| + 0 s \| \| 3e \| Hugo Hofstetter \| France \| Israel Start-Up Nation \| + 0 s \| \| 4e \| Edward Theuns \| Belgique \| Trek-Segafredo \| + 0 s \| \| 5e \| David Dekker \| Pays-Bas \| Jumbo-Visma \| + 0 s \| \| 6e \| Dion Smith \| Nouvelle-Zélande \| BikeExchange \| + 0 s \| \| 7e \| Jonas Rickaert \| Belgique \| Alpecin-Fenix \| + 0 s \| \| 8e \| Biniam Girmay \| Érythrée \| Intermarché-Wanty-Gobert Matériaux \| + 0 s \| \| 9e \| Matej Mohorič \| Slovénie \| Bahrain Victorious \| + 0 s \| \| 10e \| Michał Kwiatkowski \| Pologne \| Ineos Grenadiers \| + 0 s \| |                    |                  |                                    |                 |
| |                    |                  |                                    |                 |
| Source : ProCyclingStats |                    |                  |                                    |                 |
| Classement de l'étape |                    |                  |                                    |                 |
| Coureur | Coureur            | Pays             | Équipe                             | Temps           |
| 1er | Phil Bauhaus       | Allemagne        | Bahrain Victorious                 | 5 h 01 min 24 s |
| 2e | Álvaro Hodeg       | Colombie         | Deceuninck-Quick Step              | + 0 s           |
| 3e | Hugo Hofstetter    | France           | Israel Start-Up Nation             | + 0 s           |
| 4e | Edward Theuns      | Belgique         | Trek-Segafredo                     | + 0 s           |
| 5e | David Dekker       | Pays-Bas         | Jumbo-Visma                        | + 0 s           |
| 6e | Dion Smith         | Nouvelle-Zélande | BikeExchange                       | + 0 s           |
| 7e | Jonas Rickaert     | Belgique         | Alpecin-Fenix                      | + 0 s           |
| 8e | Biniam Girmay      | Érythrée         | Intermarché-Wanty-Gobert Matériaux | + 0 s           |
| 9e | Matej Mohorič      | Slovénie         | Bahrain Victorious                 | + 0 s           |
| 10e | Michał Kwiatkowski | Pologne          | Ineos Grenadiers                   | + 0 s           |

| \| Classement général \| Classement général \| Classement général \| Classement général \| Classement général \| \| Coureur \| Coureur \| Pays \| Équipe \| Temps \| \| ------------------ \| ------------------ \| ------------------ \| ---------------------------------- \| ------------------ \| \| 1er \| Phil Bauhaus \| Allemagne \| Bahrain Victorious \| 5 h 01 min 14 s \| \| 2e \| Álvaro Hodeg \| Colombie \| Deceuninck-Quick Step \| + 4 s \| \| 3e \| Hugo Hofstetter \| France \| Israel Start-Up Nation \| + 6 s \| \| 4e \| Michał Kwiatkowski \| Pologne \| Ineos Grenadiers \| + 7 s \| \| 5e \| Matej Mohorič \| Slovénie \| Bahrain Victorious \| + 8 s \| \| 6e \| Edward Theuns \| Belgique \| Trek-Segafredo \| + 10 s \| \| 7e \| David Dekker \| Pays-Bas \| Jumbo-Visma \| + 10 s \| \| 8e \| Dion Smith \| Nouvelle-Zélande \| BikeExchange \| + 10 s \| \| 9e \| Jonas Rickaert \| Belgique \| Alpecin-Fenix \| + 10 s \| \| 10e \| Biniam Girmay \| Érythrée \| Intermarché-Wanty-Gobert Matériaux \| + 10 s \| |                    |                  |                                    |                 |
| |                    |                  |                                    |                 |
| Source : ProCyclingStats |                    |                  |                                    |                 |
| Classement général |                    |                  |                                    |                 |
| Coureur | Coureur            | Pays             | Équipe                             | Temps           |
| 1er | Phil Bauhaus       | Allemagne        | Bahrain Victorious                 | 5 h 01 min 14 s |
| 2e | Álvaro Hodeg       | Colombie         | Deceuninck-Quick Step              | + 4 s           |
| 3e | Hugo Hofstetter    | France           | Israel Start-Up Nation             | + 6 s           |
| 4e | Michał Kwiatkowski | Pologne          | Ineos Grenadiers                   | + 7 s           |
| 5e | Matej Mohorič      | Slovénie         | Bahrain Victorious                 | + 8 s           |
| 6e | Edward Theuns      | Belgique         | Trek-Segafredo                     | + 10 s          |
| 7e | David Dekker       | Pays-Bas         | Jumbo-Visma                        | + 10 s          |
| 8e | Dion Smith         | Nouvelle-Zélande | BikeExchange                       | + 10 s          |
| 9e | Jonas Rickaert     | Belgique         | Alpecin-Fenix                      | + 10 s          |
| 10e | Biniam Girmay      | Érythrée         | Intermarché-Wanty-Gobert Matériaux | + 10 s          |

### 2eétape
Dès le début de l'étape, cinq hommes se dégagent du peloton. Il s'agit des Néerlandais Taco van der Hoorn (Intermarché-Wanty-Gobert) et Sebastian Langeveld (EducationFirst), du Polonais Patryk Stosz (Équipe Pologne), du Kazakh Nikita Stalnov (Astana) et du Britannique Gabriel Cullaigh (Movistar). Ce groupe qui compte jusqu'à 4 minutes d'avance sur le peloton est toutefois rejoint à environ 80 kilomètres de l'arrivée par trois coureurs dont l'Autrichien Lukas Pöstlberger (Bora Hansgrohe). Alors que l'écart avec le peloton se réduit fortement, l'Autrichien s'isole en tête à une trentaine de kilomètres du terme dans une portion en côte mais il est rejoint et dépassé quelques kilomètres plus loin par l'Érythréen Biniam Girmay (Intermarché-Wanty-Gobert), sorti du peloton. Girmay est toutefois repris par le peloton à 16 km de l'arrivée. Regroupement général. Dans l'ultime côte menant à l'arrivée jugée à Przemyśl, le Portugais João Almeida (Deceuninck-QuickStep) s'extrait du peloton à 1 400 m du sommet. Bien que rejoint aux 400 mètres par l'Italien Diego Ulissi (UAE), Almeida résiste et s'impose de justesse.
| \| Classement de l'étape \| Classement de l'étape \| Classement de l'étape \| Classement de l'étape \| Classement de l'étape \| \| Coureur \| Coureur \| Pays \| Équipe \| Temps \| \| --------------------- \| --------------------- \| --------------------- \| ---------------------------------- \| --------------------- \| \| 1er \| João Almeida \| Portugal \| Deceuninck-Quick Step \| 4 h 41 min 33 s \| \| 2e \| Diego Ulissi \| Italie \| UAE Team Emirates \| + 0 s \| \| 3e \| Matej Mohorič \| Slovénie \| Bahrain Victorious \| + 0 s \| \| 4e \| Michał Kwiatkowski \| Pologne \| Ineos Grenadiers \| + 4 s \| \| 5e \| Mikkel Honoré \| Danemark \| Deceuninck-Quick Step \| + 8 s \| \| 6e \| Lorenzo Rota \| Italie \| Intermarché-Wanty-Gobert Matériaux \| + 12 s \| \| 7e \| Jai Hindley \| Australie \| Team DSM \| + 12 s \| \| 8e \| Giovanni Aleotti \| Italie \| Bora-Hansgrohe \| + 12 s \| \| 9e \| Dylan Teuns \| Belgique \| Bahrain Victorious \| + 12 s \| \| 10e \| Tim Wellens \| Belgique \| Lotto-Soudal \| + 16 s \| |                    |           |                                    |                 |
| |                    |           |                                    |                 |
| Source : ProCyclingStats |                    |           |                                    |                 |
| Classement de l'étape |                    |           |                                    |                 |
| Coureur | Coureur            | Pays      | Équipe                             | Temps           |
| 1er | João Almeida       | Portugal  | Deceuninck-Quick Step              | 4 h 41 min 33 s |
| 2e | Diego Ulissi       | Italie    | UAE Team Emirates                  | + 0 s           |
| 3e | Matej Mohorič      | Slovénie  | Bahrain Victorious                 | + 0 s           |
| 4e | Michał Kwiatkowski | Pologne   | Ineos Grenadiers                   | + 4 s           |
| 5e | Mikkel Honoré      | Danemark  | Deceuninck-Quick Step              | + 8 s           |
| 6e | Lorenzo Rota       | Italie    | Intermarché-Wanty-Gobert Matériaux | + 12 s          |
| 7e | Jai Hindley        | Australie | Team DSM                           | + 12 s          |
| 8e | Giovanni Aleotti   | Italie    | Bora-Hansgrohe                     | + 12 s          |
| 9e | Dylan Teuns        | Belgique  | Bahrain Victorious                 | + 12 s          |
| 10e | Tim Wellens        | Belgique  | Lotto-Soudal                       | + 16 s          |

| \| Classement général \| Classement général \| Classement général \| Classement général \| Classement général \| \| Coureur \| Coureur \| Pays \| Équipe \| Temps \| \| ------------------ \| ------------------ \| ------------------ \| ---------------------------------- \| ------------------ \| \| 1er \| João Almeida \| Portugal \| Deceuninck-Quick Step \| 9 h 42 min 47 s \| \| 2e \| Matej Mohorič \| Slovénie \| Bahrain Victorious \| + 4 s \| \| 3e \| Diego Ulissi \| Italie \| UAE Team Emirates \| + 4 s \| \| 4e \| Michał Kwiatkowski \| Pologne \| Ineos Grenadiers \| + 11 s \| \| 5e \| Mikkel Honoré \| Danemark \| Deceuninck-Quick Step \| + 18 s \| \| 6e \| Dylan Teuns \| Belgique \| Bahrain Victorious \| + 22 s \| \| 7e \| Lorenzo Rota \| Italie \| Intermarché-Wanty-Gobert Matériaux \| + 22 s \| \| 8e \| Jai Hindley \| Australie \| Team DSM \| + 22 s \| \| 9e \| Giovanni Aleotti \| Italie \| Bora-Hansgrohe \| + 22 s \| \| 10e \| Tim Wellens \| Belgique \| Lotto-Soudal \| + 26 s \| |                    |           |                                    |                 |
| |                    |           |                                    |                 |
| Source : ProCyclingStats |                    |           |                                    |                 |
| Classement général |                    |           |                                    |                 |
| Coureur | Coureur            | Pays      | Équipe                             | Temps           |
| 1er | João Almeida       | Portugal  | Deceuninck-Quick Step              | 9 h 42 min 47 s |
| 2e | Matej Mohorič      | Slovénie  | Bahrain Victorious                 | + 4 s           |
| 3e | Diego Ulissi       | Italie    | UAE Team Emirates                  | + 4 s           |
| 4e | Michał Kwiatkowski | Pologne   | Ineos Grenadiers                   | + 11 s          |
| 5e | Mikkel Honoré      | Danemark  | Deceuninck-Quick Step              | + 18 s          |
| 6e | Dylan Teuns        | Belgique  | Bahrain Victorious                 | + 22 s          |
| 7e | Lorenzo Rota       | Italie    | Intermarché-Wanty-Gobert Matériaux | + 22 s          |
| 8e | Jai Hindley        | Australie | Team DSM                           | + 22 s          |
| 9e | Giovanni Aleotti   | Italie    | Bora-Hansgrohe                     | + 22 s          |
| 10e | Tim Wellens        | Belgique  | Lotto-Soudal                       | + 26 s          |

### 3eétape
Dès les premiers kilomètres de cette longue étape, un groupe de dix coureurs fait la course en tête et compte une avance maximale de 4 minutes sur le peloton. Dans ce groupe, le Belge Lionel Taminiaux (Alpecin-Fenix), le Néerlandais Taco van der Hoorn (Intermarché-Wanty-Gobert) et l'Australien Simon Clarke (Qhubeka) dont les derniers à résister au retour du peloton qui les reprend à 2 600 m du terme. Lors du sprint final, le jeune Néerlandais Olav Kooij (Jumbo-Visma) est remonté dans les derniers mètres par le Colombien Fernando Gaviria (UAE) qui remporte l'étape.
| \| Classement de l'étape \| Classement de l'étape \| Classement de l'étape \| Classement de l'étape \| Classement de l'étape \| \| Coureur \| Coureur \| Pays \| Équipe \| Temps \| \| --------------------- \| --------------------- \| --------------------- \| ---------------------- \| --------------------- \| \| 1er \| Fernando Gaviria \| Colombie \| UAE Team Emirates \| 5 h 18 min 15 s \| \| 2e \| Olav Kooij \| Pays-Bas \| Jumbo-Visma \| + 0 s \| \| 3e \| Phil Bauhaus \| Allemagne \| Bahrain Victorious \| + 0 s \| \| 4e \| Max Kanter \| Allemagne \| Team DSM \| + 0 s \| \| 5e \| Max Walscheid \| Allemagne \| Qhubeka NextHash \| + 0 s \| \| 6e \| Jonas Rickaert \| Belgique \| Alpecin-Fenix \| + 0 s \| \| 7e \| Hugo Hofstetter \| France \| Israel Start-Up Nation \| + 0 s \| \| 8e \| Michael Schwarzmann \| Allemagne \| Bora-Hansgrohe \| + 0 s \| \| 9e \| Michał Kwiatkowski \| Pologne \| Ineos Grenadiers \| + 0 s \| \| 10e \| John Degenkolb \| Allemagne \| Lotto-Soudal \| + 0 s \| |                     |           |                        |                 |
| |                     |           |                        |                 |
| Source : ProCyclingStats |                     |           |                        |                 |
| Classement de l'étape |                     |           |                        |                 |
| Coureur | Coureur             | Pays      | Équipe                 | Temps           |
| 1er | Fernando Gaviria    | Colombie  | UAE Team Emirates      | 5 h 18 min 15 s |
| 2e | Olav Kooij          | Pays-Bas  | Jumbo-Visma            | + 0 s           |
| 3e | Phil Bauhaus        | Allemagne | Bahrain Victorious     | + 0 s           |
| 4e | Max Kanter          | Allemagne | Team DSM               | + 0 s           |
| 5e | Max Walscheid       | Allemagne | Qhubeka NextHash       | + 0 s           |
| 6e | Jonas Rickaert      | Belgique  | Alpecin-Fenix          | + 0 s           |
| 7e | Hugo Hofstetter     | France    | Israel Start-Up Nation | + 0 s           |
| 8e | Michael Schwarzmann | Allemagne | Bora-Hansgrohe         | + 0 s           |
| 9e | Michał Kwiatkowski  | Pologne   | Ineos Grenadiers       | + 0 s           |
| 10e | John Degenkolb      | Allemagne | Lotto-Soudal           | + 0 s           |

| \| Classement général \| Classement général \| Classement général \| Classement général \| Classement général \| \| Coureur \| Coureur \| Pays \| Équipe \| Temps \| \| ------------------ \| ------------------ \| ------------------ \| ---------------------------------- \| ------------------ \| \| 1er \| João Almeida \| Portugal \| Deceuninck-Quick Step \| 15 h 01 min 02 s \| \| 2e \| Diego Ulissi \| Italie \| UAE Team Emirates \| + 4 s \| \| 3e \| Matej Mohorič \| Slovénie \| Bahrain Victorious \| + 4 s \| \| 4e \| Michał Kwiatkowski \| Pologne \| Ineos Grenadiers \| + 11 s \| \| 5e \| Mikkel Honoré \| Danemark \| Deceuninck-Quick Step \| + 18 s \| \| 6e \| Dylan Teuns \| Belgique \| Bahrain Victorious \| + 22 s \| \| 7e \| Lorenzo Rota \| Italie \| Intermarché-Wanty-Gobert Matériaux \| + 22 s \| \| 8e \| Jai Hindley \| Australie \| Team DSM \| + 22 s \| \| 9e \| Giovanni Aleotti \| Italie \| Bora-Hansgrohe \| + 22 s \| \| 10e \| Einer Rubio \| Colombie \| Movistar Team \| + 26 s \| |                    |           |                                    |                  |
| |                    |           |                                    |                  |
| Source : ProCyclingStats |                    |           |                                    |                  |
| Classement général |                    |           |                                    |                  |
| Coureur | Coureur            | Pays      | Équipe                             | Temps            |
| 1er | João Almeida       | Portugal  | Deceuninck-Quick Step              | 15 h 01 min 02 s |
| 2e | Diego Ulissi       | Italie    | UAE Team Emirates                  | + 4 s            |
| 3e | Matej Mohorič      | Slovénie  | Bahrain Victorious                 | + 4 s            |
| 4e | Michał Kwiatkowski | Pologne   | Ineos Grenadiers                   | + 11 s           |
| 5e | Mikkel Honoré      | Danemark  | Deceuninck-Quick Step              | + 18 s           |
| 6e | Dylan Teuns        | Belgique  | Bahrain Victorious                 | + 22 s           |
| 7e | Lorenzo Rota       | Italie    | Intermarché-Wanty-Gobert Matériaux | + 22 s           |
| 8e | Jai Hindley        | Australie | Team DSM                           | + 22 s           |
| 9e | Giovanni Aleotti   | Italie    | Bora-Hansgrohe                     | + 22 s           |
| 10e | Einer Rubio        | Colombie  | Movistar Team                      | + 26 s           |

### 4eétape
Le groupe d'échappés est composé de Marco Canola, Edward Theuns, Attila Valter et Larry Warbasse. Ces coureurs ont jusqu'à quatre minutes sur le peloton. Alors que l'écart s'est réduit Alexis Renard part en poursuite dans une côte non répertoriée mais ne parvient pas à rattraper les échappés. Attila Valter attaque Marco Canola avant le sommet de Łapszanka; ils sont repris par le peloton dans la descente. Rémi Cavagna et Mikkel Honoré font la montée vers le final, Honoré résiste à moins de cinq cent mètres de l'arrivée, c'est leur coéquipier qui gagne l'étape le Portugais João Almeida qui conforte son maillot jaune.
| \| Classement de l'étape \| Classement de l'étape \| Classement de l'étape \| Classement de l'étape \| Classement de l'étape \| \| Coureur \| Coureur \| Pays \| Équipe \| Temps \| \| --------------------- \| --------------------- \| --------------------- \| ---------------------------------- \| --------------------- \| \| 1er \| João Almeida \| Portugal \| Deceuninck-Quick Step \| 3 h 51 min 32 s \| \| 2e \| Matej Mohorič \| Slovénie \| Bahrain Victorious \| + 0 s \| \| 3e \| Andrea Vendrame \| Italie \| AG2R Citroën Team \| + 0 s \| \| 4e \| Michał Kwiatkowski \| Pologne \| Ineos Grenadiers \| + 0 s \| \| 5e \| Dion Smith \| Nouvelle-Zélande \| BikeExchange \| + 0 s \| \| 6e \| Jai Hindley \| Australie \| Team DSM \| + 0 s \| \| 7e \| Ben Tulett \| Royaume-Uni \| Alpecin-Fenix \| + 0 s \| \| 8e \| Diego Ulissi \| Italie \| UAE Team Emirates \| + 0 s \| \| 9e \| Antonio Tiberi \| Italie \| Trek-Segafredo \| + 0 s \| \| 10e \| Quinten Hermans \| Belgique \| Intermarché-Wanty-Gobert Matériaux \| + 0 s \| |                    |                  |                                    |                 |
| |                    |                  |                                    |                 |
| Source : ProCyclingStats |                    |                  |                                    |                 |
| Classement de l'étape |                    |                  |                                    |                 |
| Coureur | Coureur            | Pays             | Équipe                             | Temps           |
| 1er | João Almeida       | Portugal         | Deceuninck-Quick Step              | 3 h 51 min 32 s |
| 2e | Matej Mohorič      | Slovénie         | Bahrain Victorious                 | + 0 s           |
| 3e | Andrea Vendrame    | Italie           | AG2R Citroën Team                  | + 0 s           |
| 4e | Michał Kwiatkowski | Pologne          | Ineos Grenadiers                   | + 0 s           |
| 5e | Dion Smith         | Nouvelle-Zélande | BikeExchange                       | + 0 s           |
| 6e | Jai Hindley        | Australie        | Team DSM                           | + 0 s           |
| 7e | Ben Tulett         | Royaume-Uni      | Alpecin-Fenix                      | + 0 s           |
| 8e | Diego Ulissi       | Italie           | UAE Team Emirates                  | + 0 s           |
| 9e | Antonio Tiberi     | Italie           | Trek-Segafredo                     | + 0 s           |
| 10e | Quinten Hermans    | Belgique         | Intermarché-Wanty-Gobert Matériaux | + 0 s           |

| \| Classement général \| Classement général \| Classement général \| Classement général \| Classement général \| \| Coureur \| Coureur \| Pays \| Équipe \| Temps \| \| ------------------ \| ------------------ \| ------------------ \| ---------------------------------- \| ------------------ \| \| 1er \| João Almeida \| Portugal \| Deceuninck-Quick Step \| 18 h 52 min 24 s \| \| 2e \| Matej Mohorič \| Slovénie \| Bahrain Victorious \| + 8 s \| \| 3e \| Diego Ulissi \| Italie \| UAE Team Emirates \| + 14 s \| \| 4e \| Michał Kwiatkowski \| Pologne \| Ineos Grenadiers \| + 21 s \| \| 5e \| Jai Hindley \| Australie \| Team DSM \| + 32 s \| \| 6e \| Dylan Teuns \| Belgique \| Bahrain Victorious \| + 32 s \| \| 7e \| Lorenzo Rota \| Italie \| Intermarché-Wanty-Gobert Matériaux \| + 32 s \| \| 8e \| Giovanni Aleotti \| Italie \| Bora-Hansgrohe \| + 32 s \| \| 9e \| Einer Rubio \| Colombie \| Movistar Team \| + 36 s \| \| 10e \| Tim Wellens \| Belgique \| Lotto-Soudal \| + 36 s \| |                    |           |                                    |                  |
| |                    |           |                                    |                  |
| Source : ProCyclingStats |                    |           |                                    |                  |
| Classement général |                    |           |                                    |                  |
| Coureur | Coureur            | Pays      | Équipe                             | Temps            |
| 1er | João Almeida       | Portugal  | Deceuninck-Quick Step              | 18 h 52 min 24 s |
| 2e | Matej Mohorič      | Slovénie  | Bahrain Victorious                 | + 8 s            |
| 3e | Diego Ulissi       | Italie    | UAE Team Emirates                  | + 14 s           |
| 4e | Michał Kwiatkowski | Pologne   | Ineos Grenadiers                   | + 21 s           |
| 5e | Jai Hindley        | Australie | Team DSM                           | + 32 s           |
| 6e | Dylan Teuns        | Belgique  | Bahrain Victorious                 | + 32 s           |
| 7e | Lorenzo Rota       | Italie    | Intermarché-Wanty-Gobert Matériaux | + 32 s           |
| 8e | Giovanni Aleotti   | Italie    | Bora-Hansgrohe                     | + 32 s           |
| 9e | Einer Rubio        | Colombie  | Movistar Team                      | + 36 s           |
| 10e | Tim Wellens        | Belgique  | Lotto-Soudal                       | + 36 s           |

### 5eétape
| \| Classement de l'étape \| Classement de l'étape \| Classement de l'étape \| Classement de l'étape \| Classement de l'étape \| \| Coureur \| Coureur \| Pays \| Équipe \| Temps \| \| --------------------- \| --------------------- \| --------------------- \| ---------------------------------- \| --------------------- \| \| 1er \| Nikias Arndt \| Allemagne \| Team DSM \| 4 h 02 min 20 s \| \| 2e \| Matej Mohorič \| Slovénie \| Bahrain Victorious \| + 0 s \| \| 3e \| Stefano Oldani \| Italie \| Lotto-Soudal \| + 0 s \| \| 4e \| João Almeida \| Portugal \| Deceuninck-Quick Step \| + 0 s \| \| 5e \| Diego Ulissi \| Italie \| UAE Team Emirates \| + 0 s \| \| 6e \| Quinten Hermans \| Belgique \| Intermarché-Wanty-Gobert Matériaux \| + 0 s \| \| 7e \| David Dekker \| Pays-Bas \| Jumbo-Visma \| + 0 s \| \| 8e \| Jake Stewart \| Royaume-Uni \| Groupama-FDJ \| + 0 s \| \| 9e \| Andrea Vendrame \| Italie \| AG2R Citroën Team \| + 0 s \| \| 10e \| Mikkel Honoré \| Danemark \| Deceuninck-Quick Step \| + 0 s \| |                 |             |                                    |                 |
| |                 |             |                                    |                 |
| Source : ProCyclingStats |                 |             |                                    |                 |
| Classement de l'étape |                 |             |                                    |                 |
| Coureur | Coureur         | Pays        | Équipe                             | Temps           |
| 1er | Nikias Arndt    | Allemagne   | Team DSM                           | 4 h 02 min 20 s |
| 2e | Matej Mohorič   | Slovénie    | Bahrain Victorious                 | + 0 s           |
| 3e | Stefano Oldani  | Italie      | Lotto-Soudal                       | + 0 s           |
| 4e | João Almeida    | Portugal    | Deceuninck-Quick Step              | + 0 s           |
| 5e | Diego Ulissi    | Italie      | UAE Team Emirates                  | + 0 s           |
| 6e | Quinten Hermans | Belgique    | Intermarché-Wanty-Gobert Matériaux | + 0 s           |
| 7e | David Dekker    | Pays-Bas    | Jumbo-Visma                        | + 0 s           |
| 8e | Jake Stewart    | Royaume-Uni | Groupama-FDJ                       | + 0 s           |
| 9e | Andrea Vendrame | Italie      | AG2R Citroën Team                  | + 0 s           |
| 10e | Mikkel Honoré   | Danemark    | Deceuninck-Quick Step              | + 0 s           |

| \| Classement général \| Classement général \| Classement général \| Classement général \| Classement général \| \| Coureur \| Coureur \| Pays \| Équipe \| Temps \| \| ------------------ \| ------------------ \| ------------------ \| ---------------------------------- \| ------------------ \| \| 1er \| João Almeida \| Portugal \| Deceuninck-Quick Step \| 22 h 54 min 44 s \| \| 2e \| Matej Mohorič \| Slovénie \| Bahrain Victorious \| + 2 s \| \| 3e \| Diego Ulissi \| Italie \| UAE Team Emirates \| + 14 s \| \| 4e \| Michał Kwiatkowski \| Pologne \| Ineos Grenadiers \| + 21 s \| \| 5e \| Lorenzo Rota \| Italie \| Intermarché-Wanty-Gobert Matériaux \| + 32 s \| \| 6e \| Giovanni Aleotti \| Italie \| Bora-Hansgrohe \| + 32 s \| \| 7e \| Dylan Teuns \| Belgique \| Bahrain Victorious \| + 32 s \| \| 8e \| Einer Rubio \| Colombie \| Movistar Team \| + 36 s \| \| 9e \| Tim Wellens \| Belgique \| Lotto-Soudal \| + 36 s \| \| 10e \| Mikkel Honoré \| Danemark \| Deceuninck-Quick Step \| + 37 s \| |                    |          |                                    |                  |
| |                    |          |                                    |                  |
| Source : ProCyclingStats |                    |          |                                    |                  |
| Classement général |                    |          |                                    |                  |
| Coureur | Coureur            | Pays     | Équipe                             | Temps            |
| 1er | João Almeida       | Portugal | Deceuninck-Quick Step              | 22 h 54 min 44 s |
| 2e | Matej Mohorič      | Slovénie | Bahrain Victorious                 | + 2 s            |
| 3e | Diego Ulissi       | Italie   | UAE Team Emirates                  | + 14 s           |
| 4e | Michał Kwiatkowski | Pologne  | Ineos Grenadiers                   | + 21 s           |
| 5e | Lorenzo Rota       | Italie   | Intermarché-Wanty-Gobert Matériaux | + 32 s           |
| 6e | Giovanni Aleotti   | Italie   | Bora-Hansgrohe                     | + 32 s           |
| 7e | Dylan Teuns        | Belgique | Bahrain Victorious                 | + 32 s           |
| 8e | Einer Rubio        | Colombie | Movistar Team                      | + 36 s           |
| 9e | Tim Wellens        | Belgique | Lotto-Soudal                       | + 36 s           |
| 10e | Mikkel Honoré      | Danemark | Deceuninck-Quick Step              | + 37 s           |

### 6eétape
| \| Classement de l'étape \| Classement de l'étape \| Classement de l'étape \| Classement de l'étape \| Classement de l'étape \| \| Coureur \| Coureur \| Pays \| Équipe \| Temps \| \| --------------------- \| --------------------- \| --------------------- \| ---------------------- \| --------------------- \| \| 1er \| Rémi Cavagna \| France \| Deceuninck-Quick Step \| 22 min 11 s \| \| 2e \| João Almeida \| Portugal \| Deceuninck-Quick Step \| + 13 s \| \| 3e \| Maciej Bodnar \| Pologne \| Bora-Hansgrohe \| + 16 s \| \| 4e \| Mikkel Bjerg \| Danemark \| UAE Team Emirates \| + 18 s \| \| 5e \| Michał Kwiatkowski \| Pologne \| Ineos Grenadiers \| + 18 s \| \| 6e \| Max Walscheid \| Allemagne \| Qhubeka NextHash \| + 21 s \| \| 7e \| Nikias Arndt \| Allemagne \| Team DSM \| + 27 s \| \| 8e \| Mikkel Honoré \| Danemark \| Deceuninck-Quick Step \| + 28 s \| \| 9e \| Matej Mohorič \| Slovénie \| Bahrain Victorious \| + 31 s \| \| 10e \| Matthias Brändle \| Autriche \| Israel Start-Up Nation \| + 32 s \| |                    |           |                        |             |
| |                    |           |                        |             |
| Source : ProCyclingStats |                    |           |                        |             |
| Classement de l'étape |                    |           |                        |             |
| Coureur | Coureur            | Pays      | Équipe                 | Temps       |
| 1er | Rémi Cavagna       | France    | Deceuninck-Quick Step  | 22 min 11 s |
| 2e | João Almeida       | Portugal  | Deceuninck-Quick Step  | + 13 s      |
| 3e | Maciej Bodnar      | Pologne   | Bora-Hansgrohe         | + 16 s      |
| 4e | Mikkel Bjerg       | Danemark  | UAE Team Emirates      | + 18 s      |
| 5e | Michał Kwiatkowski | Pologne   | Ineos Grenadiers       | + 18 s      |
| 6e | Max Walscheid      | Allemagne | Qhubeka NextHash       | + 21 s      |
| 7e | Nikias Arndt       | Allemagne | Team DSM               | + 27 s      |
| 8e | Mikkel Honoré      | Danemark  | Deceuninck-Quick Step  | + 28 s      |
| 9e | Matej Mohorič      | Slovénie  | Bahrain Victorious     | + 31 s      |
| 10e | Matthias Brändle   | Autriche  | Israel Start-Up Nation | + 32 s      |

| \| Classement général \| Classement général \| Classement général \| Classement général \| Classement général \| \| Coureur \| Coureur \| Pays \| Équipe \| Temps \| \| ------------------ \| ------------------ \| ------------------ \| --------------------- \| ------------------ \| \| 1er \| João Almeida \| Portugal \| Deceuninck-Quick Step \| 23 h 17 min 07 s \| \| 2e \| Matej Mohorič \| Slovénie \| Bahrain Victorious \| + 20 s \| \| 3e \| Michał Kwiatkowski \| Pologne \| Ineos Grenadiers \| + 27 s \| \| 4e \| Diego Ulissi \| Italie \| UAE Team Emirates \| + 37 s \| \| 5e \| Mikkel Honoré \| Danemark \| Deceuninck-Quick Step \| + 53 s \| \| 6e \| Tim Wellens \| Belgique \| Lotto-Soudal \| + 57 s \| \| 7e \| Jai Hindley \| Australie \| Team DSM \| + 1 min 06 s \| \| 8e \| Dylan Teuns \| Belgique \| Bahrain Victorious \| + 1 min 25 s \| \| 9e \| Ben Tulett \| Royaume-Uni \| Alpecin-Fenix \| + 1 min 28 s \| \| 10e \| Pascal Eenkhoorn \| Pays-Bas \| Jumbo-Visma \| + 1 min 30 s \| |                    |             |                       |                  |
| |                    |             |                       |                  |
| Source : ProCyclingStats |                    |             |                       |                  |
| Classement général |                    |             |                       |                  |
| Coureur | Coureur            | Pays        | Équipe                | Temps            |
| 1er | João Almeida       | Portugal    | Deceuninck-Quick Step | 23 h 17 min 07 s |
| 2e | Matej Mohorič      | Slovénie    | Bahrain Victorious    | + 20 s           |
| 3e | Michał Kwiatkowski | Pologne     | Ineos Grenadiers      | + 27 s           |
| 4e | Diego Ulissi       | Italie      | UAE Team Emirates     | + 37 s           |
| 5e | Mikkel Honoré      | Danemark    | Deceuninck-Quick Step | + 53 s           |
| 6e | Tim Wellens        | Belgique    | Lotto-Soudal          | + 57 s           |
| 7e | Jai Hindley        | Australie   | Team DSM              | + 1 min 06 s     |
| 8e | Dylan Teuns        | Belgique    | Bahrain Victorious    | + 1 min 25 s     |
| 9e | Ben Tulett         | Royaume-Uni | Alpecin-Fenix         | + 1 min 28 s     |
| 10e | Pascal Eenkhoorn   | Pays-Bas    | Jumbo-Visma           | + 1 min 30 s     |

### 7eétape
Alors qu'ils étaient échappés quatre coureurs se jouent la victoire juste avant le peloton: Matteo Jorgenson (Movistar), Gianni Moscon (Ineos), Alexis Renard (Israel), Julius van den Berg (EF).
| \| Classement de l'étape \| Classement de l'étape \| Classement de l'étape \| Classement de l'étape \| Classement de l'étape \| \| Coureur \| Coureur \| Pays \| Équipe \| Temps \| \| --------------------- \| --------------------- \| --------------------- \| ---------------------- \| --------------------- \| \| 1er \| Julius van den Berg \| Pays-Bas \| EF Education-Nippo \| 2 h 58 min 46 s \| \| 2e \| Alexis Renard \| France \| Israel Start-Up Nation \| + 0 s \| \| 3e \| Matteo Jorgenson \| États-Unis \| Movistar Team \| + 0 s \| \| 4e \| Gianni Moscon \| Italie \| Ineos Grenadiers \| + 0 s \| \| 5e \| Álvaro Hodeg \| Colombie \| Deceuninck-Quick Step \| + 3 s \| \| 6e \| Fernando Gaviria \| Colombie \| UAE Team Emirates \| + 3 s \| \| 7e \| Olav Kooij \| Pays-Bas \| Jumbo-Visma \| + 3 s \| \| 8e \| John Degenkolb \| Allemagne \| Lotto-Soudal \| + 3 s \| \| 9e \| Phil Bauhaus \| Allemagne \| Bahrain Victorious \| + 3 s \| \| 10e \| Lionel Taminiaux \| Belgique \| Alpecin-Fenix \| + 3 s \| |                     |            |                        |                 |
| |                     |            |                        |                 |
| Source : ProCyclingStats |                     |            |                        |                 |
| Classement de l'étape |                     |            |                        |                 |
| Coureur | Coureur             | Pays       | Équipe                 | Temps           |
| 1er | Julius van den Berg | Pays-Bas   | EF Education-Nippo     | 2 h 58 min 46 s |
| 2e | Alexis Renard       | France     | Israel Start-Up Nation | + 0 s           |
| 3e | Matteo Jorgenson    | États-Unis | Movistar Team          | + 0 s           |
| 4e | Gianni Moscon       | Italie     | Ineos Grenadiers       | + 0 s           |
| 5e | Álvaro Hodeg        | Colombie   | Deceuninck-Quick Step  | + 3 s           |
| 6e | Fernando Gaviria    | Colombie   | UAE Team Emirates      | + 3 s           |
| 7e | Olav Kooij          | Pays-Bas   | Jumbo-Visma            | + 3 s           |
| 8e | John Degenkolb      | Allemagne  | Lotto-Soudal           | + 3 s           |
| 9e | Phil Bauhaus        | Allemagne  | Bahrain Victorious     | + 3 s           |
| 10e | Lionel Taminiaux    | Belgique   | Alpecin-Fenix          | + 3 s           |

## Classements finals

### Classement général
| \| Classement général \| Classement général \| Classement général \| Classement général \| Classement général \| \| Coureur \| Coureur \| Pays \| Équipe \| Temps \| \| ------------------ \| ------------------ \| ------------------ \| --------------------- \| ------------------ \| \| 1er \| João Almeida \| Portugal \| Deceuninck-Quick Step \| 26 h 15 min 53 s \| \| 2e \| Matej Mohorič \| Slovénie \| Bahrain Victorious \| + 20 s \| \| 3e \| Michał Kwiatkowski \| Pologne \| Ineos Grenadiers \| + 27 s \| \| 4e \| Diego Ulissi \| Italie \| UAE Team Emirates \| + 37 s \| \| 5e \| Mikkel Honoré \| Danemark \| Deceuninck-Quick Step \| + 53 s \| \| 6e \| Tim Wellens \| Belgique \| Lotto-Soudal \| + 57 s \| \| 7e \| Jai Hindley \| Australie \| Team DSM \| + 1 min 06 s \| \| 8e \| Dylan Teuns \| Belgique \| Bahrain Victorious \| + 1 min 25 s \| \| 9e \| Ben Tulett \| Royaume-Uni \| Alpecin-Fenix \| + 1 min 28 s \| \| 10e \| Pascal Eenkhoorn \| Pays-Bas \| Jumbo-Visma \| + 1 min 30 s \| |                    |             |                       |                  |
| |                    |             |                       |                  |
| Source : ProCyclingStats |                    |             |                       |                  |
| Classement général |                    |             |                       |                  |
| Coureur | Coureur            | Pays        | Équipe                | Temps            |
| 1er | João Almeida       | Portugal    | Deceuninck-Quick Step | 26 h 15 min 53 s |
| 2e | Matej Mohorič      | Slovénie    | Bahrain Victorious    | + 20 s           |
| 3e | Michał Kwiatkowski | Pologne     | Ineos Grenadiers      | + 27 s           |
| 4e | Diego Ulissi       | Italie      | UAE Team Emirates     | + 37 s           |
| 5e | Mikkel Honoré      | Danemark    | Deceuninck-Quick Step | + 53 s           |
| 6e | Tim Wellens        | Belgique    | Lotto-Soudal          | + 57 s           |
| 7e | Jai Hindley        | Australie   | Team DSM              | + 1 min 06 s     |
| 8e | Dylan Teuns        | Belgique    | Bahrain Victorious    | + 1 min 25 s     |
| 9e | Ben Tulett         | Royaume-Uni | Alpecin-Fenix         | + 1 min 28 s     |
| 10e | Pascal Eenkhoorn   | Pays-Bas    | Jumbo-Visma           | + 1 min 30 s     |

| Classement des sprints | Classement des sprints | Classement des sprints | Classement des sprints | Classement des sprints |
| Coureur                | Coureur                | Pays                   | Équipe                 | Points                 |
| ---------------------- | ---------------------- | ---------------------- | ---------------------- | ---------------------- |
| 1er                    | João Almeida           | Portugal               | Deceuninck-Quick Step  | 84 pts                 |
| 2e                     | Michał Kwiatkowski     | Pologne                | Ineos Grenadiers       | 83 pts                 |
| 3e                     | Matej Mohorič          | Slovénie               | Bahrain Victorious     | 80 pts                 |
| 4e                     | Diego Ulissi           | Italie                 | UAE Team Emirates      | 69 pts                 |
| 5e                     | Phil Bauhaus           | Allemagne              | Bahrain Victorious     | 50 pts                 |
| 6e                     | Mikkel Honoré          | Danemark               | Deceuninck-Quick Step  | 47 pts                 |
| 7e                     | Hugo Hofstetter        | France                 | Israel Start-Up Nation | 42 pts                 |
| 8e                     | Dion Smith             | Nouvelle-Zélande       | BikeExchange           | 38 pts                 |
| 9e                     | Tim Wellens            | Belgique               | Lotto-Soudal           | 36 pts                 |
| 10e                    | David Dekker           | Pays-Bas               | Jumbo-Visma            | 36 pts                 |

| Classement des sprints | Classement des sprints | Classement des sprints | Classement des sprints | Classement des sprints |
| Coureur                | Coureur                | Pays                   | Équipe                 | Points                 |
| ---------------------- | ---------------------- | ---------------------- | ---------------------- | ---------------------- |
| 1er                    | João Almeida           | Portugal               | Deceuninck-Quick Step  | 84 pts                 |
| 2e                     | Michał Kwiatkowski     | Pologne                | Ineos Grenadiers       | 83 pts                 |
| 3e                     | Matej Mohorič          | Slovénie               | Bahrain Victorious     | 80 pts                 |
| 4e                     | Diego Ulissi           | Italie                 | UAE Team Emirates      | 69 pts                 |
| 5e                     | Phil Bauhaus           | Allemagne              | Bahrain Victorious     | 50 pts                 |
| 6e                     | Mikkel Honoré          | Danemark               | Deceuninck-Quick Step  | 47 pts                 |
| 7e                     | Hugo Hofstetter        | France                 | Israel Start-Up Nation | 42 pts                 |
| 8e                     | Dion Smith             | Nouvelle-Zélande       | BikeExchange           | 38 pts                 |
| 9e                     | Tim Wellens            | Belgique               | Lotto-Soudal           | 36 pts                 |
| 10e                    | David Dekker           | Pays-Bas               | Jumbo-Visma            | 36 pts                 |

| Classement de la montagne | Classement de la montagne | Classement de la montagne | Classement de la montagne | Classement de la montagne |
| Coureur                   | Coureur                   | Pays                      | Équipe                    | Points                    |
| ------------------------- | ------------------------- | ------------------------- | ------------------------- | ------------------------- |
| 1er                       | Łukasz Owsian             | Pologne                   | Pologne                   | 50 pts                    |
| 2e                        | Emīls Liepiņš             | Lettonie                  | Trek-Segafredo            | 30 pts                    |
| 3e                        | Jonas Rickaert            | Belgique                  | Alpecin-Fenix             | 22 pts                    |
| 4e                        | Daniel Arroyave           | Colombie                  | EF Education-Nippo        | 22 pts                    |
| 5e                        | Yevgeniy Fedorov          | Kazakhstan                | Astana-Premier Tech       | 9 pts                     |
| 6e                        | Michał Paluta             | Pologne                   | Global 6 Cycling          | 8 pts                     |
| 7e                        | Attila Valter             | Hongrie                   | Groupama-FDJ              | 6 pts                     |
| 8e                        | Lukas Pöstlberger         | Autriche                  | Bora-Hansgrohe            | 5 pts                     |
| 9e                        | Filippo Conca             | Italie                    | Lotto-Soudal              | 5 pts                     |
| 10e                       | Marco Canola              | Italie                    | Gazprom-RusVelo           | 5 pts                     |

| Classement de la montagne | Classement de la montagne | Classement de la montagne | Classement de la montagne | Classement de la montagne |
| Coureur                   | Coureur                   | Pays                      | Équipe                    | Points                    |
| ------------------------- | ------------------------- | ------------------------- | ------------------------- | ------------------------- |
| 1er                       | Łukasz Owsian             | Pologne                   | Pologne                   | 50 pts                    |
| 2e                        | Emīls Liepiņš             | Lettonie                  | Trek-Segafredo            | 30 pts                    |
| 3e                        | Jonas Rickaert            | Belgique                  | Alpecin-Fenix             | 22 pts                    |
| 4e                        | Daniel Arroyave           | Colombie                  | EF Education-Nippo        | 22 pts                    |
| 5e                        | Yevgeniy Fedorov          | Kazakhstan                | Astana-Premier Tech       | 9 pts                     |
| 6e                        | Michał Paluta             | Pologne                   | Global 6 Cycling          | 8 pts                     |
| 7e                        | Attila Valter             | Hongrie                   | Groupama-FDJ              | 6 pts                     |
| 8e                        | Lukas Pöstlberger         | Autriche                  | Bora-Hansgrohe            | 5 pts                     |
| 9e                        | Filippo Conca             | Italie                    | Lotto-Soudal              | 5 pts                     |
| 10e                       | Marco Canola              | Italie                    | Gazprom-RusVelo           | 5 pts                     |

| Classement de la combativité | Classement de la combativité | Classement de la combativité | Classement de la combativité       | Classement de la combativité |
| Coureur                      | Coureur                      | Pays                         | Équipe                             | Points                       |
| ---------------------------- | ---------------------------- | ---------------------------- | ---------------------------------- | ---------------------------- |
| 1er                          | Taco van der Hoorn           | Pays-Bas                     | Intermarché-Wanty-Gobert Matériaux | 14 pts                       |
| 2e                           | Yevgeniy Fedorov             | Kazakhstan                   | Astana-Premier Tech                | 6 pts                        |
| 3e                           | Edward Theuns                | Belgique                     | Trek-Segafredo                     | 5 pts                        |
| 4e                           | Daniel Arroyave              | Colombie                     | EF Education-Nippo                 | 4 pts                        |
| 5e                           | Gabriel Cullaigh             | Royaume-Uni                  | Movistar Team                      | 4 pts                        |
| 6e                           | Michał Paluta                | Pologne                      | Pologne                            | 4 pts                        |
| 7e                           | Michał Kwiatkowski           | Pologne                      | Ineos Grenadiers                   | 3 pts                        |
| 8e                           | Quinten Hermans              | Belgique                     | Intermarché-Wanty-Gobert Matériaux | 3 pts                        |
| 9e                           | Julius van den Berg          | Pays-Bas                     | EF Education-Nippo                 | 3 pts                        |
| 10e                          | Norman Vahtra                | Estonie                      | Israel Start-Up Nation             | 3 pts                        |

| Classement de la combativité | Classement de la combativité | Classement de la combativité | Classement de la combativité       | Classement de la combativité |
| Coureur                      | Coureur                      | Pays                         | Équipe                             | Points                       |
| ---------------------------- | ---------------------------- | ---------------------------- | ---------------------------------- | ---------------------------- |
| 1er                          | Taco van der Hoorn           | Pays-Bas                     | Intermarché-Wanty-Gobert Matériaux | 14 pts                       |
| 2e                           | Yevgeniy Fedorov             | Kazakhstan                   | Astana-Premier Tech                | 6 pts                        |
| 3e                           | Edward Theuns                | Belgique                     | Trek-Segafredo                     | 5 pts                        |
| 4e                           | Daniel Arroyave              | Colombie                     | EF Education-Nippo                 | 4 pts                        |
| 5e                           | Gabriel Cullaigh             | Royaume-Uni                  | Movistar Team                      | 4 pts                        |
| 6e                           | Michał Paluta                | Pologne                      | Pologne                            | 4 pts                        |
| 7e                           | Michał Kwiatkowski           | Pologne                      | Ineos Grenadiers                   | 3 pts                        |
| 8e                           | Quinten Hermans              | Belgique                     | Intermarché-Wanty-Gobert Matériaux | 3 pts                        |
| 9e                           | Julius van den Berg          | Pays-Bas                     | EF Education-Nippo                 | 3 pts                        |
| 10e                          | Norman Vahtra                | Estonie                      | Israel Start-Up Nation             | 3 pts                        |

| Classement par équipes | Classement par équipes             | Classement par équipes | Classement par équipes |
| Équipe                 | Équipe                             | Pays                   | Temps                  |
| ---------------------- | ---------------------------------- | ---------------------- | ---------------------- |
| 1re                    | Deceuninck-Quick Step              | Belgique               | 78 h 51 min 42 s       |
| 2e                     | Alpecin-Fenix                      | Belgique               | + 1 min 52 s           |
| 3e                     | Intermarché-Wanty-Gobert Matériaux | Belgique               | + 2 min 20 s           |
| 4e                     | Lotto Soudal                       | Belgique               | + 2 min 21 s           |
| 5e                     | AG2R La Mondiale                   | France                 | + 3 min 06 s           |
| 6e                     | Team BikeExchange                  | Australie              | + 3 min 06 s           |
| 7e                     | Movistar Team                      | Espagne                | + 6 min 14 s           |
| 8e                     | Jumbo-Visma                        | Pays-Bas               | + 7 min 30 s           |
| 9e                     | Astana-Premier Tech                | Kazakhstan             | + 7 min 55 s           |
| 10e                    | Team DSM                           | Allemagne              | + 9 min 59 s           |

| Classement par équipes | Classement par équipes             | Classement par équipes | Classement par équipes |
| Équipe                 | Équipe                             | Pays                   | Temps                  |
| ---------------------- | ---------------------------------- | ---------------------- | ---------------------- |
| 1re                    | Deceuninck-Quick Step              | Belgique               | 78 h 51 min 42 s       |
| 2e                     | Alpecin-Fenix                      | Belgique               | + 1 min 52 s           |
| 3e                     | Intermarché-Wanty-Gobert Matériaux | Belgique               | + 2 min 20 s           |
| 4e                     | Lotto Soudal                       | Belgique               | + 2 min 21 s           |
| 5e                     | AG2R La Mondiale                   | France                 | + 3 min 06 s           |
| 6e                     | Team BikeExchange                  | Australie              | + 3 min 06 s           |
| 7e                     | Movistar Team                      | Espagne                | + 6 min 14 s           |
| 8e                     | Jumbo-Visma                        | Pays-Bas               | + 7 min 30 s           |
| 9e                     | Astana-Premier Tech                | Kazakhstan             | + 7 min 55 s           |
| 10e                    | Team DSM                           | Allemagne              | + 9 min 59 s           |

### Classements UCI
Le Tour de Pologne attribue des points au Classement mondial UCI 2021 selon le barème suivant.
| Position           | 1er | 2e  | 3e  | 4e  | 5e  | 6e  | 7e  | 8e  | 9e | 10e | 11e | 12e | 13e | 14e | 15e | 16e à 20e | 21e à 30e | 31e à 50e | 51e à 55e | 56e à 60e |
| Classement général | 400 | 320 | 260 | 220 | 180 | 140 | 120 | 100 | 80 | 68  | 56  | 48  | 40  | 32  | 28  | 24        | 16        | 8         | 4         | 4         |
| Par étapes         | 50  | 20  | 8   |     |     |     |     |     |    |     |     |     |     |     |     |           |           |           |           |           |
| Leader             | 8   |     |     |     |     |     |     |     |    |     |     |     |     |     |     |           |           |           |           |           |

| Rang | Coureur | Équipe | Général | Étape | Leader | Total |
| ---- | ------- | ------ | ------- | ----- | ------ | ----- |
| 1    |         |        |         |       |        |       |
| 2    |         |        |         |       |        |       |
| 3    |         |        |         |       |        |       |
| 4    |         |        |         |       |        |       |
| 5    |         |        |         |       |        |       |
| 6    |         |        |         |       |        |       |
| 7    |         |        |         |       |        |       |
| 8    |         |        |         |       |        |       |
| 9    |         |        |         |       |        |       |
| 10   |         |        |         |       |        |       |

## Évolution des classements
| Étape              | Vainqueur           | Classement général | Classement des sprints | Classement de la montagne | Classement de la combativité | Classement du meilleur polonais | Classement par équipes             |
| ------------------ | ------------------- | ------------------ | ---------------------- | ------------------------- | ---------------------------- | ------------------------------- | ---------------------------------- |
| 1                  | Phil Bauhaus        | Phil Bauhaus       | Phil Bauhaus           | Michał Paluta             | Yevgeniy Fedorov             | Michał Kwiatkowski              | Bahrain Victorious                 |
| 2                  | João Almeida        | João Almeida       | Matej Mohorič          | Michał Paluta             | Yevgeniy Fedorov             | Michał Kwiatkowski              | Intermarché-Wanty-Gobert Matériaux |
| 3                  | Fernando Gaviria    | João Almeida       | Michał Kwiatkowski     | Łukasz Owsian             | Taco van der Hoorn           | Michał Kwiatkowski              | Intermarché-Wanty-Gobert Matériaux |
| 4                  | João Almeida        | João Almeida       | Michał Kwiatkowski     | Łukasz Owsian             | Taco van der Hoorn           | Michał Kwiatkowski              | Intermarché-Wanty-Gobert Matériaux |
| 5                  | Nikias Arndt        | João Almeida       | Matej Mohorič          | Łukasz Owsian             | Taco van der Hoorn           | Michał Kwiatkowski              | Intermarché-Wanty-Gobert Matériaux |
| 6                  | Rémi Cavagna        | João Almeida       | João Almeida           | Łukasz Owsian             | Taco van der Hoorn           | Michał Kwiatkowski              | Deceuninck-Quick Step              |
| 7                  | Julius van den Berg | João Almeida       | João Almeida           | Łukasz Owsian             | Taco van der Hoorn           | Michał Kwiatkowski              | Deceuninck-Quick Step              |
| Classements finals | Classements finals  | João Almeida       | João Almeida           | Łukasz Owsian             | Taco van der Hoorn           | Michał Kwiatkowski              | Deceuninck-Quick Step              |

## Liste des participants
| Deceuninck-Quick Step DQT | Deceuninck-Quick Step DQT   | Deceuninck-Quick Step DQT |
| ------------------------- | --------------------------- | ------------------------- |
| Num                       | Coureur                     | Pos                       |
| 1                         | João Almeida (POR) (chrono) | 1er                       |
| 2                         | Rémi Cavagna (FRA) (route)  | 34e                       |
| 3                         | Tim Declercq (BEL)          | 44e                       |
| 4                         | Ian Garrison (USA)          | 138e                      |
| 5                         | Álvaro Hodeg (COL)          | 127e                      |
| 6                         | Mikkel Honoré (DEN)         | 5e                        |
| 7                         | Stijn Steels (BEL)          | 139e                      |

| AG2R Citroën Team ACT | AG2R Citroën Team ACT   | AG2R Citroën Team ACT |
| --------------------- | ----------------------- | --------------------- |
| Num                   | Coureur                 | Pos                   |
| 11                    | Tony Gallopin (FRA)     | 16e                   |
| 12                    | Clément Berthet (FRA)   | 14e                   |
| 13                    | Anthony Jullien (FRA)   | 132e                  |
| 14                    | Nans Peters (FRA)       | 70e                   |
| 15                    | Gijs Van Hoecke (BEL)   | 72e                   |
| 16                    | Andrea Vendrame (ITA)   | 39e                   |
| 17                    | Lawrence Warbasse (USA) | 65e                   |

| Astana-Premier Tech APT | Astana-Premier Tech APT        | Astana-Premier Tech APT |
| ----------------------- | ------------------------------ | ----------------------- |
| Num                     | Coureur                        | Pos                     |
| 21                      | Manuele Boaro (ITA)            | 95e                     |
| 22                      | Yevgeniy Fedorov (KAZ) (route) | 112e                    |
| 23                      | Davide Martinelli (ITA)        | 130e                    |
| 24                      | Vadim Pronskiy (KAZ)           | 33e                     |
| 25                      | Matteo Sobrero (ITA) (chrono)  | 62e                     |
| 26                      | Nikita Stalnow (KAZ)           | 98e                     |
| 27                      | Jonas Gregaard Wilsly (DEN)    | 24e                     |

| Bahrain Victorious TBV | Bahrain Victorious TBV      | Bahrain Victorious TBV |
| ---------------------- | --------------------------- | ---------------------- |
| Num                    | Coureur                     | Pos                    |
| 31                     | Phil Bauhaus (GER)          | 88e                    |
| 32                     | Eros Capecchi (ITA)         | 109e                   |
| 33                     | Dylan Teuns (BEL)           | 8e                     |
| 34                     | Kevin Inkelaar (NED)        | 91e                    |
| 35                     | Heinrich Haussler (AUS)     | NP-3                   |
| 36                     | Matej Mohorič (SLO) (route) | 2e                     |
| 37                     | Marcel Sieberg (GER)        | 140e                   |

| Bora-Hansgrohe BOH | Bora-Hansgrohe BOH           | Bora-Hansgrohe BOH |
| ------------------ | ---------------------------- | ------------------ |
| Num                | Coureur                      | Pos                |
| 41                 | Pascal Ackermann (GER)       | AB-1               |
| 42                 | Giovanni Aleotti (ITA)       | 11e                |
| 43                 | Maciej Bodnar (POL) (chrono) | 56e                |
| 44                 | Marcus Burghardt (GER)       | AB-1               |
| 45                 | Matteo Fabbro (ITA)          | NP-4               |
| 46                 | Lukas Pöstlberger (AUT)      | 102e               |
| 47                 | Michael Schwarzmann (GER)    | 93e                |

| Cofidis COF | Cofidis COF           | Cofidis COF |
| ----------- | --------------------- | ----------- |
| Num         | Coureur               | Pos         |
| 52          | Tom Bohli (SUI)       | 133e        |
| 53          | Attilio Viviani (ITA) | 82e         |
| 54          | Rubén Fernández (ESP) | 20e         |
| 55          | Fabio Sabatini (ITA)  | 129e        |
| 56          | Natnael Berhane (ERI) | 71e         |

| EF Education-Nippo EFN | EF Education-Nippo EFN    | EF Education-Nippo EFN |
| ---------------------- | ------------------------- | ---------------------- |
| Num                    | Coureur                   | Pos                    |
| 61                     | Daniel Arroyave (COL)     | 101e                   |
| 62                     | Fumiyuki Beppu (JPN)      | 119e                   |
| 63                     | Julien El Fares (FRA)     | 59e                    |
| 64                     | Sebastian Langeveld (NED) | 111e                   |
| 65                     | Logan Owen (USA)          | 38e                    |
| 66                     | Thomas Scully (NZL)       | NP-2                   |
| 67                     | Julius van den Berg (NED) | 124e                   |

| Groupama-FDJ GFC | Groupama-FDJ GFC       | Groupama-FDJ GFC |
| ---------------- | ---------------------- | ---------------- |
| Num              | Coureur                | Pos              |
| 71               | William Bonnet (FRA)   | 136e             |
| 72               | Clément Davy (FRA)     | 122e             |
| 73               | Antoine Duchesne (CAN) | 75e              |
| 74               | Fabian Lienhard (SUI)  | 81e              |
| 75               | Romain Seigle (FRA)    | 18e              |
| 76               | Jake Stewart (GBR)     | 52e              |
| 77               | Attila Valter (HUN)    | 55e              |

| Ineos Grenadiers IGD | Ineos Grenadiers IGD     | Ineos Grenadiers IGD |
| -------------------- | ------------------------ | -------------------- |
| Num                  | Coureur                  | Pos                  |
| 81                   | Andrey Amador (CRC)      | 77e                  |
| 82                   | Owain Doull (GBR)        | 69e                  |
| 83                   | Tao Geoghegan Hart (GBR) | 54e                  |
| 84                   | Michał Gołaś (POL)       | 106e                 |
| 85                   | Gianni Moscon (ITA)      | 120e                 |
| 86                   | Michał Kwiatkowski (POL) | 3e                   |
| 87                   | Luke Rowe (GBR)          | 92e                  |

| Intermarché-Wanty-Gobert Matériaux IWG | Intermarché-Wanty-Gobert Matériaux IWG | Intermarché-Wanty-Gobert Matériaux IWG |
| -------------------------------------- | -------------------------------------- | -------------------------------------- |
| Num                                    | Coureur                                | Pos                                    |
| 91                                     | Biniam Girmay (ERI)                    | 32e                                    |
| 92                                     | Quinten Hermans (BEL)                  | 17e                                    |
| 93                                     | Andrea Pasqualon (ITA)                 | 61e                                    |
| 94                                     | Lorenzo Rota (ITA)                     | 12e                                    |
| 95                                     | Taco van der Hoorn (NED)               | 128e                                   |
| 96                                     | Pieter Vanspeybrouck (BEL)             | 114e                                   |
| 97                                     | Georg Zimmermann (GER)                 | 35e                                    |

| Israel Start-Up Nation ISN | Israel Start-Up Nation ISN      | Israel Start-Up Nation ISN |
| -------------------------- | ------------------------------- | -------------------------- |
| Num                        | Coureur                         | Pos                        |
| 101                        | Patrick Bevin (NZL)             | NP-2                       |
| 102                        | Jenthe Biermans (BEL)           | 36e                        |
| 103                        | Matthias Brändle (AUT) (chrono) | 123e                       |
| 104                        | Alessandro De Marchi (ITA)      | 51e                        |
| 105                        | Alexis Renard (FRA)             | 62e                        |
| 106                        | Hugo Hofstetter (FRA)           | 87e                        |
| 107                        | Norman Vahtra (EST)             | 134e                       |

| Jumbo-Visma TJV | Jumbo-Visma TJV              | Jumbo-Visma TJV |
| --------------- | ---------------------------- | --------------- |
| Num             | Coureur                      | Pos             |
| 111             | David Dekker (NED)           | 94e             |
| 112             | Pascal Eenkhoorn (NED)       | 10e             |
| 113             | Jos van Emden (NED)          | 99e             |
| 114             | George Bennett (NZL) (route) | 19e             |
| 115             | Christoph Pfingsten (GER)    | 47e             |
| 116             | Antwan Tolhoek (NED)         | NP-4            |
| 117             | Olav Kooij (NED)             | 125e            |

| Movistar Team MOV | Movistar Team MOV         | Movistar Team MOV |
| ----------------- | ------------------------- | ----------------- |
| Num               | Coureur                   | Pos               |
| 121               | Jorge Arcas (ESP)         | 68e               |
| 122               | Dario Cataldo (ITA)       | 45e               |
| 123               | Iván García Cortina (ESP) | 96e               |
| 124               | Gabriel Cullaigh (GBR)    | 78e               |
| 125               | Matteo Jorgenson (USA)    | 113e              |
| 126               | Einer Rubio (COL)         | 23e               |
| 127               | Davide Villella (ITA)     | 28e               |

| BikeExchange BEX | BikeExchange BEX         | BikeExchange BEX |
| ---------------- | ------------------------ | ---------------- |
| Num              | Coureur                  | Pos              |
| 131              | Kaden Groves (AUS)       | DQ-3             |
| 132              | Tanel Kangert (EST)      | 15e              |
| 133              | Alexander Konychev (ITA) | 89e              |
| 134              | Michael Hepburn (AUS)    | AB-5             |
| 135              | Barnabás Peák (HUN)      | 58e              |
| 136              | Tsgabu Grmay (ETH)       | 40e              |
| 137              | Dion Smith (NZL)         | 13e              |

| Lotto-Soudal LTS | Lotto-Soudal LTS         | Lotto-Soudal LTS |
| ---------------- | ------------------------ | ---------------- |
| Num              | Coureur                  | Pos              |
| 141              | Filippo Conca (ITA)      | 48e              |
| 142              | Xandres Vervloesem (BEL) | 60e              |
| 144              | John Degenkolb (GER)     | 79e              |
| 145              | Kobe Goossens (BEL)      | 27e              |
| 146              | Tomasz Marczyński (POL)  | 83e              |
| 147              | Stefano Oldani (ITA)     | 25e              |
| 148              | Tim Wellens (BEL)        | 6e               |

| Team DSM DSM | Team DSM DSM         | Team DSM DSM |
| ------------ | -------------------- | ------------ |
| Num          | Coureur              | Pos          |
| 151          | Nikias Arndt (GER)   | 64e          |
| 152          | Romain Combaud (FRA) | 49e          |
| 153          | Jai Hindley (AUS)    | 7e           |
| 154          | Max Kanter (GER)     | 100e         |
| 155          | Niklas Märkl (GER)   | 103e         |
| 156          | Nicolas Roche (IRL)  | 37e          |
| 157          | Florian Stork (GER)  | 131e         |

| Qhubeka NextHash TQA | Qhubeka NextHash TQA    | Qhubeka NextHash TQA |
| -------------------- | ----------------------- | -------------------- |
| Num                  | Coureur                 | Pos                  |
| 161                  | Carlos Barbero (ESP)    | 42e                  |
| 162                  | Sean Bennett (USA)      | 90e                  |
| 163                  | Simon Clarke (AUS)      | 85e                  |
| 164                  | Kilian Frankiny (SUI)   | AB-1                 |
| 165                  | Robert Power (AUS)      | 137e                 |
| 166                  | Max Walscheid (GER)     | 126e                 |
| 167                  | Łukasz Wiśniowski (POL) | 80e                  |

| Trek-Segafredo TFS | Trek-Segafredo TFS            | Trek-Segafredo TFS |
| ------------------ | ----------------------------- | ------------------ |
| Num                | Coureur                       | Pos                |
| 171                | Amanuel Ghebreigzabhier (ERI) | 43e                |
| 172                | Emīls Liepiņš (LAT)           | 104e               |
| 173                | Ryan Mullen (IRL)             | 97e                |
| 174                | Charlie Quarterman (GBR)      | 118e               |
| 176                | Edward Theuns (BEL)           | 76e                |
| 177                | Antonio Tiberi (ITA)          | AB-7               |

| UAE Team Emirates UAD | UAE Team Emirates UAD     | UAE Team Emirates UAD |
| --------------------- | ------------------------- | --------------------- |
| Num                   | Coureur                   | Pos                   |
| 181                   | Mikkel Bjerg (DEN)        | 117e                  |
| 182                   | Alessandro Covi (ITA)     | 21e                   |
| 183                   | Fernando Gaviria (COL)    | 116e                  |
| 184                   | Marco Marcato (ITA)       | 108e                  |
| 185                   | Maximiliano Richeze (ARG) | 121e                  |
| 186                   | Oliviero Troia (ITA)      | 135e                  |
| 187                   | Diego Ulissi (ITA)        | 4e                    |

| Alpecin-Fenix AFC | Alpecin-Fenix AFC            | Alpecin-Fenix AFC |
| ----------------- | ---------------------------- | ----------------- |
| Num               | Coureur                      | Pos               |
| 191               | Ben Tulett (GBR)             | 9e                |
| 192               | Xandro Meurisse (BEL)        | 31e               |
| 193               | Jonas Rickaert (BEL)         | 50e               |
| 194               | Silvan Dillier (SUI) (route) | 30e               |
| 195               | Kristian Sbaragli (ITA)      | 29e               |
| 196               | Senne Leysen (BEL)           | 53e               |
| 197               | Lionel Taminiaux (BEL)       | 105e              |

| Gazprom-RusVelo GAZ | Gazprom-RusVelo GAZ      | Gazprom-RusVelo GAZ |
| ------------------- | ------------------------ | ------------------- |
| Num                 | Coureur                  | Pos                 |
| 201                 | Ilnur Zakarin (RUS)      | 22e                 |
| 202                 | Denis Nekrasov (RUS)     | 26e                 |
| 203                 | Artem Nych (RUS) (route) | 73e                 |
| 204                 | Pavel Kochetkov (RUS)    | 84e                 |
| 205                 | Marco Canola (ITA)       | 66e                 |
| 206                 | Evgeny Shalunov (RUS)    | 57e                 |
| 207                 | Igor Boev (RUS)          | 110e                |

| Pologne POL | Pologne POL             | Pologne POL |
| ----------- | ----------------------- | ----------- |
| Num         | Coureur                 | Pos         |
| 211         | Stanisław Aniołkowski   | 115e        |
| 212         | Piotr Brożyna           | 46e         |
| 213         | Michał Paluta           | 86e         |
| 214         | Filip Maciejuk          | 107e        |
| 215         | Łukasz Owsian           | 67e         |
| 216         | Maciej Paterski (route) | 41e         |
| 217         | Patryk Stosz            | 74e         |

| Deceuninck-Quick Step DQT | Deceuninck-Quick Step DQT   | Deceuninck-Quick Step DQT |
| ------------------------- | --------------------------- | ------------------------- |
| Num                       | Coureur                     | Pos                       |
| 1                         | João Almeida (POR) (chrono) | 1er                       |
| 2                         | Rémi Cavagna (FRA) (route)  | 34e                       |
| 3                         | Tim Declercq (BEL)          | 44e                       |
| 4                         | Ian Garrison (USA)          | 138e                      |
| 5                         | Álvaro Hodeg (COL)          | 127e                      |
| 6                         | Mikkel Honoré (DEN)         | 5e                        |
| 7                         | Stijn Steels (BEL)          | 139e                      |

| AG2R Citroën Team ACT | AG2R Citroën Team ACT   | AG2R Citroën Team ACT |
| --------------------- | ----------------------- | --------------------- |
| Num                   | Coureur                 | Pos                   |
| 11                    | Tony Gallopin (FRA)     | 16e                   |
| 12                    | Clément Berthet (FRA)   | 14e                   |
| 13                    | Anthony Jullien (FRA)   | 132e                  |
| 14                    | Nans Peters (FRA)       | 70e                   |
| 15                    | Gijs Van Hoecke (BEL)   | 72e                   |
| 16                    | Andrea Vendrame (ITA)   | 39e                   |
| 17                    | Lawrence Warbasse (USA) | 65e                   |

| Astana-Premier Tech APT | Astana-Premier Tech APT        | Astana-Premier Tech APT |
| ----------------------- | ------------------------------ | ----------------------- |
| Num                     | Coureur                        | Pos                     |
| 21                      | Manuele Boaro (ITA)            | 95e                     |
| 22                      | Yevgeniy Fedorov (KAZ) (route) | 112e                    |
| 23                      | Davide Martinelli (ITA)        | 130e                    |
| 24                      | Vadim Pronskiy (KAZ)           | 33e                     |
| 25                      | Matteo Sobrero (ITA) (chrono)  | 62e                     |
| 26                      | Nikita Stalnow (KAZ)           | 98e                     |
| 27                      | Jonas Gregaard Wilsly (DEN)    | 24e                     |

| Bahrain Victorious TBV | Bahrain Victorious TBV      | Bahrain Victorious TBV |
| ---------------------- | --------------------------- | ---------------------- |
| Num                    | Coureur                     | Pos                    |
| 31                     | Phil Bauhaus (GER)          | 88e                    |
| 32                     | Eros Capecchi (ITA)         | 109e                   |
| 33                     | Dylan Teuns (BEL)           | 8e                     |
| 34                     | Kevin Inkelaar (NED)        | 91e                    |
| 35                     | Heinrich Haussler (AUS)     | NP-3                   |
| 36                     | Matej Mohorič (SLO) (route) | 2e                     |
| 37                     | Marcel Sieberg (GER)        | 140e                   |

| Bora-Hansgrohe BOH | Bora-Hansgrohe BOH           | Bora-Hansgrohe BOH |
| ------------------ | ---------------------------- | ------------------ |
| Num                | Coureur                      | Pos                |
| 41                 | Pascal Ackermann (GER)       | AB-1               |
| 42                 | Giovanni Aleotti (ITA)       | 11e                |
| 43                 | Maciej Bodnar (POL) (chrono) | 56e                |
| 44                 | Marcus Burghardt (GER)       | AB-1               |
| 45                 | Matteo Fabbro (ITA)          | NP-4               |
| 46                 | Lukas Pöstlberger (AUT)      | 102e               |
| 47                 | Michael Schwarzmann (GER)    | 93e                |

| Cofidis COF | Cofidis COF           | Cofidis COF |
| ----------- | --------------------- | ----------- |
| Num         | Coureur               | Pos         |
| 52          | Tom Bohli (SUI)       | 133e        |
| 53          | Attilio Viviani (ITA) | 82e         |
| 54          | Rubén Fernández (ESP) | 20e         |
| 55          | Fabio Sabatini (ITA)  | 129e        |
| 56          | Natnael Berhane (ERI) | 71e         |

| EF Education-Nippo EFN | EF Education-Nippo EFN    | EF Education-Nippo EFN |
| ---------------------- | ------------------------- | ---------------------- |
| Num                    | Coureur                   | Pos                    |
| 61                     | Daniel Arroyave (COL)     | 101e                   |
| 62                     | Fumiyuki Beppu (JPN)      | 119e                   |
| 63                     | Julien El Fares (FRA)     | 59e                    |
| 64                     | Sebastian Langeveld (NED) | 111e                   |
| 65                     | Logan Owen (USA)          | 38e                    |
| 66                     | Thomas Scully (NZL)       | NP-2                   |
| 67                     | Julius van den Berg (NED) | 124e                   |

| Groupama-FDJ GFC | Groupama-FDJ GFC       | Groupama-FDJ GFC |
| ---------------- | ---------------------- | ---------------- |
| Num              | Coureur                | Pos              |
| 71               | William Bonnet (FRA)   | 136e             |
| 72               | Clément Davy (FRA)     | 122e             |
| 73               | Antoine Duchesne (CAN) | 75e              |
| 74               | Fabian Lienhard (SUI)  | 81e              |
| 75               | Romain Seigle (FRA)    | 18e              |
| 76               | Jake Stewart (GBR)     | 52e              |
| 77               | Attila Valter (HUN)    | 55e              |

| Ineos Grenadiers IGD | Ineos Grenadiers IGD     | Ineos Grenadiers IGD |
| -------------------- | ------------------------ | -------------------- |
| Num                  | Coureur                  | Pos                  |
| 81                   | Andrey Amador (CRC)      | 77e                  |
| 82                   | Owain Doull (GBR)        | 69e                  |
| 83                   | Tao Geoghegan Hart (GBR) | 54e                  |
| 84                   | Michał Gołaś (POL)       | 106e                 |
| 85                   | Gianni Moscon (ITA)      | 120e                 |
| 86                   | Michał Kwiatkowski (POL) | 3e                   |
| 87                   | Luke Rowe (GBR)          | 92e                  |

| Intermarché-Wanty-Gobert Matériaux IWG | Intermarché-Wanty-Gobert Matériaux IWG | Intermarché-Wanty-Gobert Matériaux IWG |
| -------------------------------------- | -------------------------------------- | -------------------------------------- |
| Num                                    | Coureur                                | Pos                                    |
| 91                                     | Biniam Girmay (ERI)                    | 32e                                    |
| 92                                     | Quinten Hermans (BEL)                  | 17e                                    |
| 93                                     | Andrea Pasqualon (ITA)                 | 61e                                    |
| 94                                     | Lorenzo Rota (ITA)                     | 12e                                    |
| 95                                     | Taco van der Hoorn (NED)               | 128e                                   |
| 96                                     | Pieter Vanspeybrouck (BEL)             | 114e                                   |
| 97                                     | Georg Zimmermann (GER)                 | 35e                                    |

| Israel Start-Up Nation ISN | Israel Start-Up Nation ISN      | Israel Start-Up Nation ISN |
| -------------------------- | ------------------------------- | -------------------------- |
| Num                        | Coureur                         | Pos                        |
| 101                        | Patrick Bevin (NZL)             | NP-2                       |
| 102                        | Jenthe Biermans (BEL)           | 36e                        |
| 103                        | Matthias Brändle (AUT) (chrono) | 123e                       |
| 104                        | Alessandro De Marchi (ITA)      | 51e                        |
| 105                        | Alexis Renard (FRA)             | 62e                        |
| 106                        | Hugo Hofstetter (FRA)           | 87e                        |
| 107                        | Norman Vahtra (EST)             | 134e                       |

| Jumbo-Visma TJV | Jumbo-Visma TJV              | Jumbo-Visma TJV |
| --------------- | ---------------------------- | --------------- |
| Num             | Coureur                      | Pos             |
| 111             | David Dekker (NED)           | 94e             |
| 112             | Pascal Eenkhoorn (NED)       | 10e             |
| 113             | Jos van Emden (NED)          | 99e             |
| 114             | George Bennett (NZL) (route) | 19e             |
| 115             | Christoph Pfingsten (GER)    | 47e             |
| 116             | Antwan Tolhoek (NED)         | NP-4            |
| 117             | Olav Kooij (NED)             | 125e            |

| Movistar Team MOV | Movistar Team MOV         | Movistar Team MOV |
| ----------------- | ------------------------- | ----------------- |
| Num               | Coureur                   | Pos               |
| 121               | Jorge Arcas (ESP)         | 68e               |
| 122               | Dario Cataldo (ITA)       | 45e               |
| 123               | Iván García Cortina (ESP) | 96e               |
| 124               | Gabriel Cullaigh (GBR)    | 78e               |
| 125               | Matteo Jorgenson (USA)    | 113e              |
| 126               | Einer Rubio (COL)         | 23e               |
| 127               | Davide Villella (ITA)     | 28e               |

| BikeExchange BEX | BikeExchange BEX         | BikeExchange BEX |
| ---------------- | ------------------------ | ---------------- |
| Num              | Coureur                  | Pos              |
| 131              | Kaden Groves (AUS)       | DQ-3             |
| 132              | Tanel Kangert (EST)      | 15e              |
| 133              | Alexander Konychev (ITA) | 89e              |
| 134              | Michael Hepburn (AUS)    | AB-5             |
| 135              | Barnabás Peák (HUN)      | 58e              |
| 136              | Tsgabu Grmay (ETH)       | 40e              |
| 137              | Dion Smith (NZL)         | 13e              |

| Lotto-Soudal LTS | Lotto-Soudal LTS         | Lotto-Soudal LTS |
| ---------------- | ------------------------ | ---------------- |
| Num              | Coureur                  | Pos              |
| 141              | Filippo Conca (ITA)      | 48e              |
| 142              | Xandres Vervloesem (BEL) | 60e              |
| 144              | John Degenkolb (GER)     | 79e              |
| 145              | Kobe Goossens (BEL)      | 27e              |
| 146              | Tomasz Marczyński (POL)  | 83e              |
| 147              | Stefano Oldani (ITA)     | 25e              |
| 148              | Tim Wellens (BEL)        | 6e               |

| Team DSM DSM | Team DSM DSM         | Team DSM DSM |
| ------------ | -------------------- | ------------ |
| Num          | Coureur              | Pos          |
| 151          | Nikias Arndt (GER)   | 64e          |
| 152          | Romain Combaud (FRA) | 49e          |
| 153          | Jai Hindley (AUS)    | 7e           |
| 154          | Max Kanter (GER)     | 100e         |
| 155          | Niklas Märkl (GER)   | 103e         |
| 156          | Nicolas Roche (IRL)  | 37e          |
| 157          | Florian Stork (GER)  | 131e         |

| Qhubeka NextHash TQA | Qhubeka NextHash TQA    | Qhubeka NextHash TQA |
| -------------------- | ----------------------- | -------------------- |
| Num                  | Coureur                 | Pos                  |
| 161                  | Carlos Barbero (ESP)    | 42e                  |
| 162                  | Sean Bennett (USA)      | 90e                  |
| 163                  | Simon Clarke (AUS)      | 85e                  |
| 164                  | Kilian Frankiny (SUI)   | AB-1                 |
| 165                  | Robert Power (AUS)      | 137e                 |
| 166                  | Max Walscheid (GER)     | 126e                 |
| 167                  | Łukasz Wiśniowski (POL) | 80e                  |

| Trek-Segafredo TFS | Trek-Segafredo TFS            | Trek-Segafredo TFS |
| ------------------ | ----------------------------- | ------------------ |
| Num                | Coureur                       | Pos                |
| 171                | Amanuel Ghebreigzabhier (ERI) | 43e                |
| 172                | Emīls Liepiņš (LAT)           | 104e               |
| 173                | Ryan Mullen (IRL)             | 97e                |
| 174                | Charlie Quarterman (GBR)      | 118e               |
| 176                | Edward Theuns (BEL)           | 76e                |
| 177                | Antonio Tiberi (ITA)          | AB-7               |

| UAE Team Emirates UAD | UAE Team Emirates UAD     | UAE Team Emirates UAD |
| --------------------- | ------------------------- | --------------------- |
| Num                   | Coureur                   | Pos                   |
| 181                   | Mikkel Bjerg (DEN)        | 117e                  |
| 182                   | Alessandro Covi (ITA)     | 21e                   |
| 183                   | Fernando Gaviria (COL)    | 116e                  |
| 184                   | Marco Marcato (ITA)       | 108e                  |
| 185                   | Maximiliano Richeze (ARG) | 121e                  |
| 186                   | Oliviero Troia (ITA)      | 135e                  |
| 187                   | Diego Ulissi (ITA)        | 4e                    |

| Alpecin-Fenix AFC | Alpecin-Fenix AFC            | Alpecin-Fenix AFC |
| ----------------- | ---------------------------- | ----------------- |
| Num               | Coureur                      | Pos               |
| 191               | Ben Tulett (GBR)             | 9e                |
| 192               | Xandro Meurisse (BEL)        | 31e               |
| 193               | Jonas Rickaert (BEL)         | 50e               |
| 194               | Silvan Dillier (SUI) (route) | 30e               |
| 195               | Kristian Sbaragli (ITA)      | 29e               |
| 196               | Senne Leysen (BEL)           | 53e               |
| 197               | Lionel Taminiaux (BEL)       | 105e              |

| Gazprom-RusVelo GAZ | Gazprom-RusVelo GAZ      | Gazprom-RusVelo GAZ |
| ------------------- | ------------------------ | ------------------- |
| Num                 | Coureur                  | Pos                 |
| 201                 | Ilnur Zakarin (RUS)      | 22e                 |
| 202                 | Denis Nekrasov (RUS)     | 26e                 |
| 203                 | Artem Nych (RUS) (route) | 73e                 |
| 204                 | Pavel Kochetkov (RUS)    | 84e                 |
| 205                 | Marco Canola (ITA)       | 66e                 |
| 206                 | Evgeny Shalunov (RUS)    | 57e                 |
| 207                 | Igor Boev (RUS)          | 110e                |

| Pologne POL | Pologne POL             | Pologne POL |
| ----------- | ----------------------- | ----------- |
| Num         | Coureur                 | Pos         |
| 211         | Stanisław Aniołkowski   | 115e        |
| 212         | Piotr Brożyna           | 46e         |
| 213         | Michał Paluta           | 86e         |
| 214         | Filip Maciejuk          | 107e        |
| 215         | Łukasz Owsian           | 67e         |
| 216         | Maciej Paterski (route) | 41e         |
| 217         | Patryk Stosz            | 74e         |